# Diogmites basalis
Diogmites basalis là một loài ruồi trong họ Asilidae. Diogmites basalis được Walker miêu tả năm 1851.